# 이주천 (1953년)
이주천(李柱天, 1953년 2월 12일 ~ )은 대한민국의 대학 교수이며 시민사회단체회원이다. 뉴라이트 운동에 참여하였고 원광대학교 인문학부 사학과 교수, 뉴라이트전국연합 대표 등을 역임했다. 2000년대 이후 지만원, 역사학도, 김동문 등과 5·18 광주 민주화 운동 당시 북한 인민군 특수부대의 침투 의혹을 제기하여 논란이 일기도 하였다.

## 생애

### 학력
- 1979년 고려대학교 사학과 졸업
- 1983년 미국 Indiana University of Pennsylvania 대학원 졸업(문학석사)
- 1987년 미국 Temple University 대학원(박사과정 수료)
- 1998년 고려대학교 대학원 졸업(문학박사)

### 경력
1987년 원광대학교 인문대학 사학과 전임강사, 1994년 미국 조지타운대학교 방문교수를 거쳐 1998년 9월 원광대학교 인문대학 사학과 정교수로 임용되었다. 1995년 국제문화학회(구 채문연구소) 이사, 2000년 한국 기록관리 학회 편집이사, 원광대학교 교수협의회 총무 등을 거쳐, 1997년 고려대학교 교우회 전북 익산지부 총무, 2003년~2004년 미국 미주리대학교 객원교수를 역임하였다. 2002년 대한민국의 뉴라이트 출범 이후, 뉴라이트전국연합 대표가 되었다. 2008년 6월 2일 5·18 광주 민주화 운동 때 북한군이 들어왔다는 주장을 하기도 하였다. tvN에서 진행되었던 <백지연의 끝장토론>에서 한국일보 서화숙 기자에게 완전히 깨진 적이 있다.

### 광주 민주화 운동 관련
- 2008년 5월 29일 방송된 전주KBS 토론프로그램인 포커스전북21에 참석하여  5·18민주화운동에 북한군 수백여명이 개입했다는 주장을 제기하여 논란이 일기도 했다.[2]
- 2009년 5월에는 지만원 등과 함께 한국 현대사 재조명 토론회를 열고 "5·18광주사태  발생 이후부터 공권력이 붕괴됐다", "우리나라의 두드러진 특징을 지적하라고 한다면, '민주화 만개에 따른 공권력 붕괴현상'을 꼽겠다"며 "12·12와 5·18 이전에는 군대나 경찰이 군민들에게 혐오의 대상이 아니었는데, 5·18이후 군대와 경찰은 민중의 적으로 인식됐다"고 했다.[3] 이어 "김영삼 정부 때 80년 국가의 혼란을 수습했던 전두환 장군을 위시한 신군부 인물들이 반란 모의자가 돼 평생 국가를 위해 봉사한 과정에서 얻은 훈장까지 박탈당했다. 그들은 6·25 전쟁과 "월남 전쟁에 참전하며 목숨을 걸고 싸워 얻은 무공훈장까지 박탈당했다. 나는 그 판결문을 눈물이 나서 읽을 수가 없었다.", "군부, 경찰, 검찰 공안기능의 회복을 위해 먼저 5·18특별법으로 명예가 훼손된 5공세력을 위한 특단의 조처가 이뤄져야 한다"며 "그 후 예산을 증액해 과거 개혁이란 미명하에 옷을 벗은 공안 베테랑들을 선별해 복직시켜야 한다"고 주장했다.[3]

## 저서 및 역서
- 《미국 공산주의의 비밀세계》, (원광대 출판부, 1999. 6.)
- 《미국 현대 외교사 (9인 공저)》,(비봉출판사, 1998)
- 《루즈벨트의 친소정책 1933-1945》, 신서원, 1998)
- 《미국 외교사 (9인 공저)》, (비봉출판사, 1999)
- 《미국 전쟁사》, (원광대학교 출판국, 2003)]
- 《김정일의 인질이 된 대한민국》, (얼과 알, 2005)

## 논문
- "Franklin D. Roosevelt and the Origins of the Cold War,"
- Indiana University of Pennsylvania 석사논문, 1983년 8월.
- "미국 제국주의와 필리핀 독립전쟁," <원광대 논문집> 제24집, 1990. 7.
- "윌리엄 불리트와 미국의 대소정책," <역사와 사회> 제16집, 1995.
- "1930년대 프랭클린 루즈벨트의 對蘇觀," <미국사연구> 제3집, 1995.
- "전쟁초기 루즈벨트의 대소 무기대여정책," <미국사연구> 제5집, 1997.
- "프랭클린 루즈벨트와 대소유화정책의 형성과정에 관한 연구." 고려대 대학원 박사논문, 1998. 2.
- "루즈벨트 행정부의 신탁통치 구상과 대한정책," (미국사연구 제8집, 1998, 11).
- 한국분단과 한국전쟁: 한국전쟁의 결과(미발표논문)
- "6.25전쟁이 남북한에 미친 영향" (국제정치학회 발표논문)
- 클린턴 행정부의 대북정책: 기조와 과제(원광대 통일문제연구소, 1997)
- 태평양 전쟁과 전략(한국아메리카학회, 1999, 10, 16)
- 남북정상회담과 미국의 시각: 보수주의적 입장을 중심으로, 국제정치학회 호남지부, 2000, 12.

## 같이 보기
| - 표현의 자유 - 조선일보 - 동아일보 - 뉴라이트 - 뉴라이트전국연합 - 5·18 광주 민주화 운동 - 역사학도 - 북한인민군 - 임천용 - 조갑제 - 지만원 - 김동문 - 이종윤 - 박홍 | - 뉴라이트 운동 - 신지호 - 최홍재 - 김동길 - 서경석 - 인명진 - 전원책 - 노재봉 - 복거일 - 오제도 - 선우종원 - 이도형 - 김대중 - 박관수 | - 선우휘 - 이동복 - 서정갑 - 손충무 - 이상돈 - 송복 - 전원책 - 홍일식 - 홍관희 - 이회창 |